# Жидиловский микрорайон
Жидиловский микрорайон (Жидилова, Жидиловка, ранее Абрикосовка) — микрорайон в составе Нахимовского района города Севастополь.

## Описание
Назван в честь своей главной улицы имени генерала-лейтенанта Евгения Ивановича Жидилова, участника обороны Севастополя, командира 7-й бригады морской пехоты, бывшей до 1979 года улицей Абрикосовой.
Многоквартирные блоки (с 2 дома по 48 дом) строились в период с 1960-х годов по 1996 год. Из объектов социальной сферы в настоящее время здесь есть средняя общеобразовательная школа № 50 им. генерала Е. И. Жидилова и детский сад № 132. Детский филиал Библиотеки № 16 и Медицинский пункт поликлиники № 5 филиала № 2 ГБУЗС «Городская больница № 1 им. Н. И. Пирогова».
Промышленные предприятия представлены 13-м судоремонтным заводом Черноморского флота.
В СОШ № 50 обучается около 500 учеников. Школа открылась 1 сентября 1986 года. 1 февраля 2019 года, с разрешения его племянника из Нижнего Новгорода, по инициативе администрации города, школе № 50 присвоили имя генерала Е. И. Жидилова. При школе есть спортивная площадка и стадион. В школе находятся 160-й и 161-й избирательные участки. В школе есть библиотека, медпункт, спортзал, стадион, футбольная и баскетбольная площадки.

## Достопримечательности

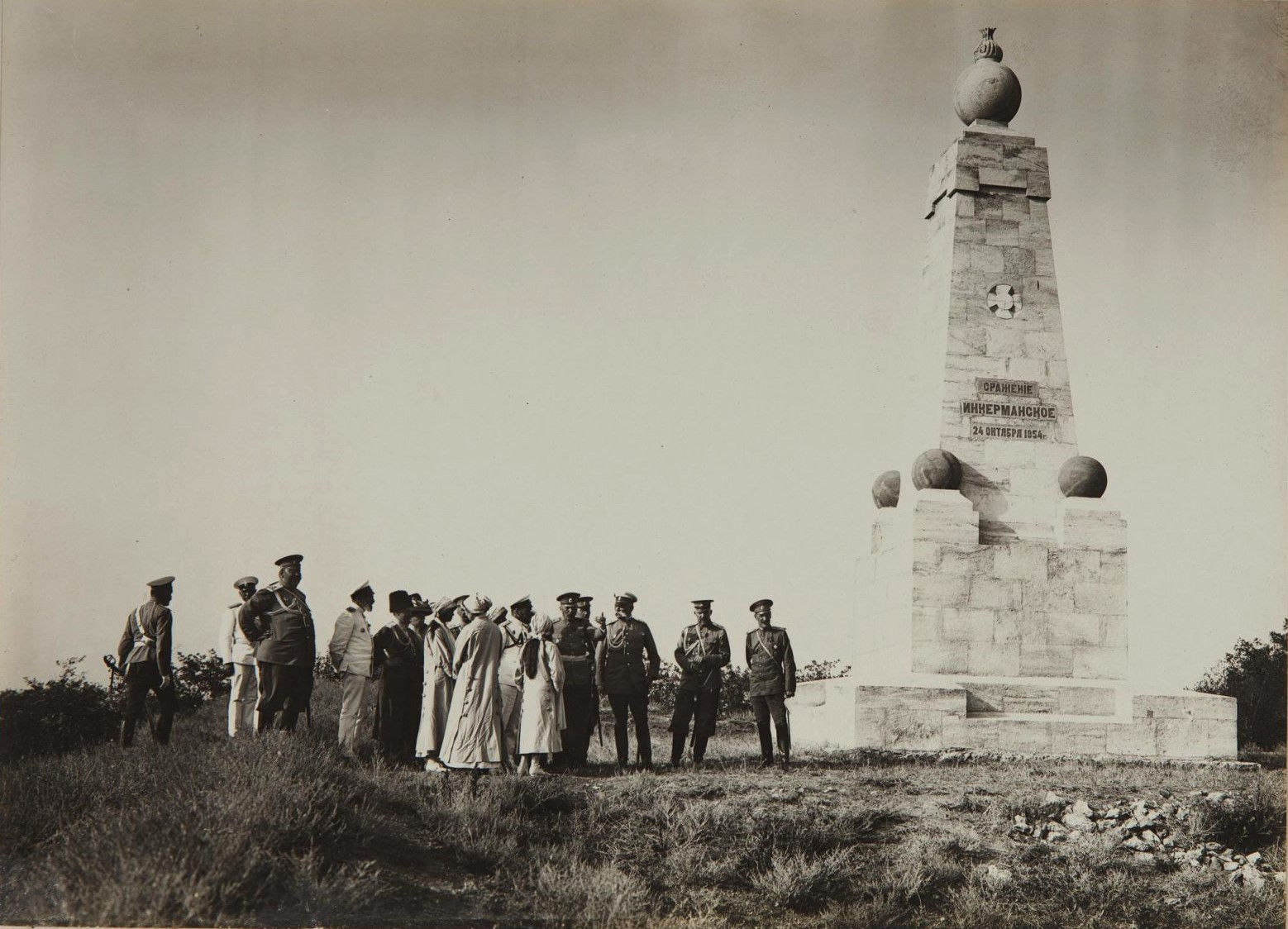
Император Николай II с дочерьми у памятника Инкерманскому сражению. 1913 год.

В районе расположен Храм во имя святого исповедника Романа, подчиняющийся Севастопольскому благочинию Симферопольской и Крымской епархии РПЦ. Сооружен в 2010—2011 годах. Настоятель протоиерей Стефан Сломчинский.
В километре от расположенной на улице Генерала Жидилова конечной остановки на Суздальских высотах находится один из известных севастопольских памятников — кровопролитному Инкерманскому сражению, создан к 50-летию битвы в 1905 году, восстановлен в 2005 году.
В настоящее время со 2 сентября 2017 года в РФ Памятник русским воинам - участникам Инкерманского сражения объект культурного наследия  Объект культурного наследия народов РФ регионального значения. Рег. № 921711029040005 (ЕГРОКН). Памятник англичанам - участникам Инкерманского сражения  Объект культурного наследия народов РФ регионального значения. Рег. № 921711259850005 (ЕГРОКН)

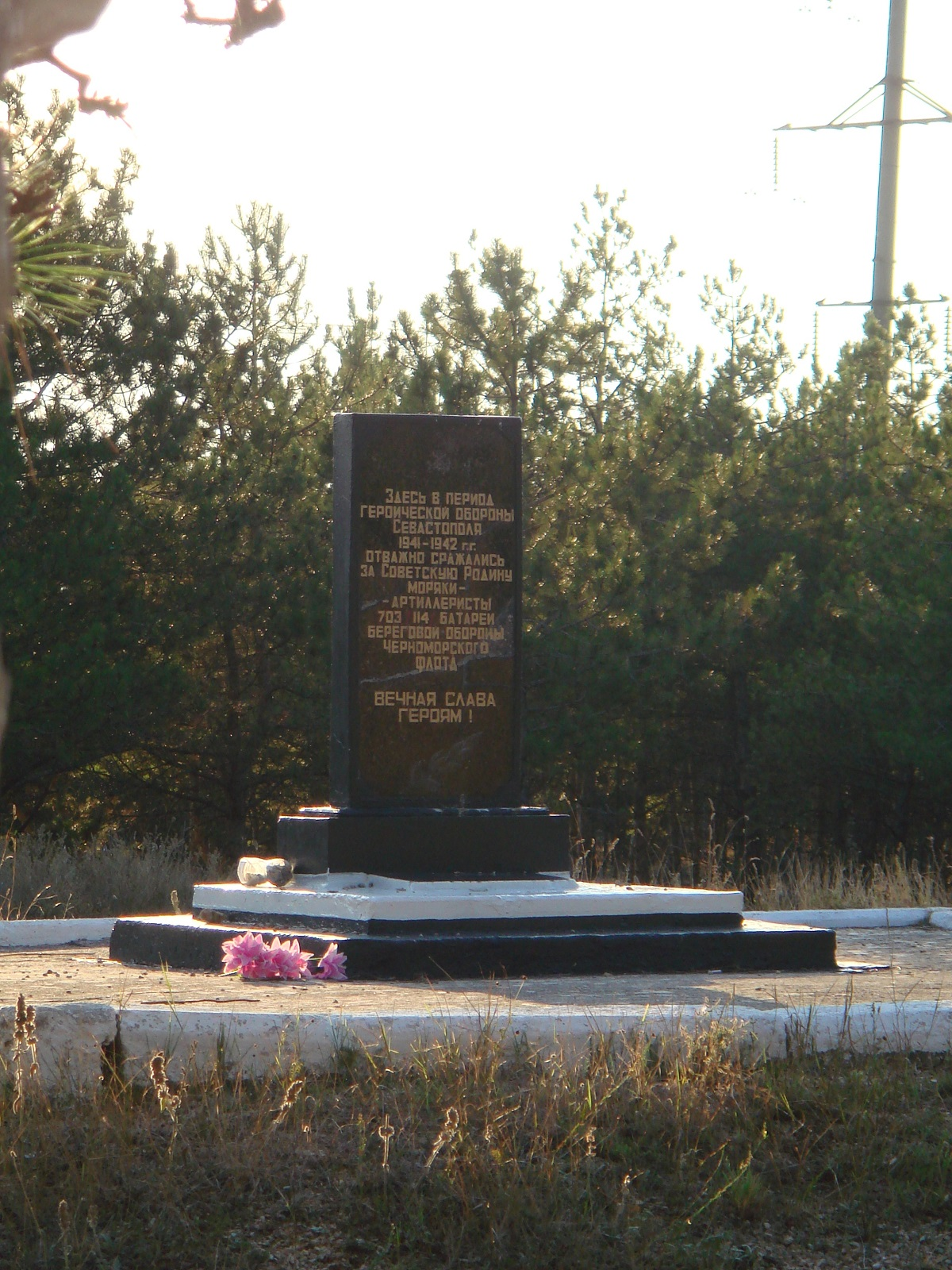
Береговая артиллерийская стационарная батарея №703 (114) Памятный знак у первого орудийного дворика

К северо-востоку от улицы Генерала Жидилова находится Береговая артиллерийская стационарная батарея №703 (114) созданная в 1942 году как часть оборонительных сооружений город. Вооружение - два орудия калибром 130 мм (Б-7), снятые с крейсера "Червона Украина". Первоначально находилась в районе поселка Дергачи, перенесена на новую позицию в феврале 1942 года. Пушки установлены на бетонные основания с заменой тел орудий. Командир батареи старший лейтенант П. С. Рабинович как и большая часть личного состава из экипажа крейсера "Червона Украина". Батарея вела огонь в поддержку частей 2 и 3 секторов обороны. Особенно активно батарея действовала в последние дни обороны с 20 по 29 июня 1942 года. В 2 часа ночи 29 июня после артподготовки немцы с Северной стороны высадили десант в районе Троицкой балки. Во второй половине дня они перешли в наступление. Вместе с частями 8-й бригады морской пехоты батарея оказалась в окружении и без связи с командованием. Артиллеристы сражались, пока не кончились боеприпасы, после чего, вместе с расчетами соседних дотов пошли на прорыв. Часть личного состава и командир были пленены немецким диверсионным подразделением. Из 150 бойцов вышли из окружения 15 человек.
Современные позиции батареи находятся в лесном массиве, частично повреждены при посадках сосны крымской, что с другой стороны обеспечило их сохранность от застройки. Сохранилось два орудийных дворика с погребами боезапаса с повреждениями разной степени, пять бетонных укрытий - дополнительные погреба боезапаса из которых один взорван, три засыпаны. Батарея имела свой железобетонный командный пункт, который не сохранился, на местности не найден.
Позиция батареи внесена в Реестр памятников местного значения, мемориальное обозначение установлено рядом с орудийным двориком №1.